# Ferkessédougou
Ferkessédougou este un oraș din Coasta de Fildeș cu rolul de reședință a departamentului omonim din regiunea Savanes. Orașul este deservit de un aeroport.